# Drögennottorf
Drögennottorf ist ein Ortsteil der Gemeinde Römstedt im niedersächsischen Landkreis Uelzen.

## Geografie und Verkehrsanbindung
Drögennottorf liegt nördlich des Kernortes Römstedt. Nordwestlich des Ortes fließt der Gollernbach und nordöstlich der Strother Graben.
Eine Buslinie verbindet Drögennottorf mit Römstedt und Bad Bevensen.